# Джонс, Филли Джо
Джозеф Рудольф (Филли Джо) Джонс (15 июля 1923 — 30 августа 1985) — американский джазмен-ударник из Филадельфии, получил широкую популярность в составе первого «великого» состава Квинтета Майлса Дейвиса.

## Биография
В 1947 году Филли Джо Джонс стал постоянным ударником в клубе Café Society в Нью-Йорке, где играл со многими ведущими представителями бибопа того времени. Один из них — Тэд Демерон — оказал большое влияние на игровую манеру Джонса. С 1955 по 1958 Филли Джо Джонс гастролировал и записывал музыку в составе Квинтета Майлса Дейвиса (фортепьяно — Ред Гарланд, саксофон — Джон Колтрейн, контрабас — Пол Чемберс). Майлс Дейвис позже отмечал, что Джонс был лучшим ударником, с которым он сотрудничал, в своей автобиографии Дейвис заметил, что в после окончания их сотрудничества в игре каждого нового ударника он пытался услышать манеру Филли Джо Джонса.
После 1958 года Джонс пробовал играть в качестве солиста, но в итоге продолжил играть в составе коллективов с другими музыкантами, в частности с Биллом Эвансом и Хэнком Мобли. Эванс также часто повторял в интервью, что Филли Джо был лучшим ударником, с которым он играл вместе.
После выступления с Сарой Воэн и Эрролом Гарнером на Западноберлинском фестивале в 1967 году, Джонс решил остаться в Европе. В течение двух лет (1967-1969) он преподавал в специально организованной школе в лондонском Хампстеде, но не получил разрешения на работу в других местах из-за противодействия британского профсоюза музыкантов Musicians' Union.
С 1981 года Джонс посвятил себя работе в ансамбле Dameronia, который исполнял музыку, написанную Тэдом Демероном, в этой группе он был солистом до собственной смерти в 1985.

## Дискография

### В качестве солиста
- 1958: Blues for Dracula (Riverside)
- 1959: Drums Around the World (Riverside)
- 1959: Showcase (Riverside)
- 1960: Philly Joe's Beat (Atlantic)
- 1961: Together! (Atlantic) — с Элвином Джонсом
- 1968: Mo' Joe (Black Lion)
- 1977: Mean What You Say (Sonet)
- 1977: Philly Mignon (Galaxy)
- 1978: Drum Songs (Galaxy)
- 1979: Advance! (Galaxy)
- 1980: Round Midnight (Lotus LOP 14.073) Записано на студии PeSaro, Италия, 1966
- 1981: Octet (Marge)
- 1982: To Tadd with Love (Uptown)

### В качестве исполнителя
| С Четом Бейкером - Chet Baker in New York (Riverside, 1958) - Chet Baker Introduces Johnny Pace (Riverside, 1958) — С Джонни Пейсом 'С Эвансом Бредшоу' - Look Out for Evans Bradshaw! (Riverside, 1958) С Клиффордом Брауном - Memorial Album (Blue Note, 1953) С Кенни Баррелом - Ellington Is Forever Volume Two (Fantasy, 1975) С Джо Кастро - Mood Jazz (Atlantic, 1957) С Сержем Халовым - Blue Serge (Capitol, 1956) С Сонни Кларком - Cool Struttin' (Blue Note, 1958) С Джоном Колтрейном - Blue Train (Blue Note, 1957) С Майлсом Дейвисом - The Musings of Miles (Prestige, 1955) - Miles: The New Miles Davis Quintet (Prestige, 1956) - Cookin' with The Miles Davis Quintet (Prestige, 1956) - Relaxin' with The Miles Davis Quintet (Prestige, 1956) - Workin' with The Miles Davis Quintet (Prestige, 1956) - Steamin' with The Miles Davis Quintet (Prestige, 1956) - 'Round About Midnight (Columbia, 1957) - Porgy and Bess (Columbia, 1958) - Milestones (Columbia, 1958) - Someday My Prince Will Come (Columbia, 1961) С Кенни Дрю - Kenny Drew Trio (Riverside, 1956) - Pal Joey (Riverside, 1957) | С Биллом Эвансом - Everybody Digs Bill Evans (Riverside, 1958) - California Here I Come (Verve, 1967) - Interplay (Riverside, 1962) С Артом Фармером - Art Farmer Quintet featuring Gigi Gryce (Prestige, 1955) - Brass Shout (United Artists, 1959) С Редом Гарландом - Red's Good Groove (Jazzland, 1962) - Keystones! (Xanadu, 1977) С Бенни Голсоном - The Other Side of Benny Golson (Riverside, 1958) - Benny Golson and the Philadelphians (United Artists, 1958) С Декстером Гордоном - Dexter Calling... (Blue Note, 1961) С Бенни Грином - Bennie Green with Art Farmer — with Art Farmer (1956) С Джонни Гриффином - Way Out — with Johnny Griffin (1959) С Эрни Генри - Seven Standards and a Blues (Riverside, 1957) - Last Chorus (Riverside, 1956-57) С Элмо Хоупом - The Elmo Hope Trio (Blue Note, 1953) - Here's Hope! (Celebrity, 1961) - High Hope! (Beacon, 1961) - Homecoming! (Riverside, 1961) - Sounds from Rikers Island (Audio Fidelity, 1963) - The Final Sessions (Evidence, 1966 [1996]) С Фредди Хаббардом - Goin' Up (Blue Note, 1960) - Hub Cap (Blue Note, 1961) - Here to Stay (Blue Note, 1962) С Милтом Джексоном и Уэсом Монтгомери - Bags Meets Wes! (Riverside, 1962) | С Эбби Линкольном - It’s Magic (Riverside, 1958) - Abbey Is Blue (Riverside, 1959) С Блю Митчелом - Big 6 (Riverside, 1958) - Smooth as the Wind (Riverside, 1961) С Хэнком Мобли - Hank (Blue Note, 1957) - Poppin' (Blue Note, 1957) - Workout (Blue Note, 1961) - Another Workout (Blue Note, 1961) - No Room for Squares (Blue Note, 1963) С Дж. Р. Монтероузом - J. R. Monterose (Blue Note, 1956) С Артом Пеппером - Art Pepper Meets the Rhythm Section (Riverside, 1957) С Бадом Пауэллом - Time Waits (Blue Note, 1958) С Сонни Роллинсом - Tenor Madness (Riverside, 1956) - Newk's Time (Blue Note, 1957) С Арчи Шеппом - Archie Shepp & Philly Joe Jones — (America, 1969) С Джимми Смитом - Softly as a Summer Breeze (Blue Note, 1958) С Сонни Ститом - Sonny Stitt & the Top Brass (Atlantic, 1962) С Терри Кларком - Serenade to a Bus Seat (Riverside, 1957) - In Orbit (Riverside, 1958) С Беном Уэбстером - Soulmates (Riverside, 1963) — с Джо Завинулом С Филом Вудсом - Pairing Off (Prestige, 1956) С Говардом МакГи - Howard McGhee Quintet - That Bop Thing 1955 (Affinity, 1982) |